# Silvia Paternò di Spedalotto
Titre
Épouse du prétendant au trône d'Italie
7 juillet 2006 – 1er juin 2021
(14 ans, 10 mois et 25 jours)
Silvia Ottavia Costanza Maria Paternò di Spedalotto, née à Palerme le 31 décembre 1953, duchesse douairière d'Aoste, est une aristocrate italienne, veuve du prince Amédée de Savoie-Aoste.

## Biographie
Silvia Paternò di Spedalotto, née à Palerme le 31 décembre 1953, est la fille de Vincenzo Paternò di Spedalotto, 6e marquis de Regiovanni, et de Rosanna Bellardo e Ferraris, d'origine piémontaise ,,,. Elle passe son enfance entre la Sicile et Rome, et après des études classiques à Syracuse, elle se forme à la restauration d'orgues d'église à l'Opificio delle pietre dure de Florence.
Silvia épouse le prince Amédée de Savoie-Aoste le 30 mars 1987 à la villa Spedalotto. Elle est sa seconde épouse ,. Ils sont mariés pendant trente-quatre ans, jusqu'à la mort du duc d'Aoste le 1er juin 2021,,.
En 1987, Silvia obtient son diplôme d'infirmière à Arezzo, ce qui lui permet de servir en tant qu'infirmière volontaire de la Croix-Rouge italienne. Elle sert dans diverses missions humanitaires au Kenya, en Irak et en Roumanie, cette dernière lui valant une médaille du mérite du CRI ,. Elle est également présidente d'honneur du mouvement éthique pour la défense internationale du crucifix (MEDIC) .